# 英國茶文化
自18世紀以來，英國一直是世界上最大的茶飲用國之一，人均年供應量為1.9公斤（4.2磅）。茶最初是歐洲上流社會的飲品，後來逐漸傳播到各個階層，最終成為了一種常見的飲品。不過，它仍被認為是顯現英國身份的重要一部分，也是英國文化和社會的一項顯著特徵。 
在英國和愛爾蘭共和國，茶的飲用方式和偏好各不相同。雖然通常與牛奶一起飲用，但是單喝某些品項或加入檸檬也是很常見的。糖是任何品項中皆受歡迎的添加物。每天都會飲用的茶，例如英式早餐茶，在杯子中加入牛奶和 糖，是一種相當常見的組合。茶通常搭配三明治、烤餅、司康、蛋糕或餅乾，這造就了英國著名的習俗，也就是把餅乾浸泡在茶中。

## 歷史
在17至19世紀，飲茶的流行對大不列顛王國產生了重大的社會、政治和經濟影響。茶定義了尊重和家庭儀式，支持了大英帝國的崛起，並透過為工廠提供資金和為勞工提供卡路里的方式，為工業革命的崛起做出了貢獻。它還展示了全球化的力量及改變國家、重塑社會的能力。
在《All About Tea: Volume I》中，Ukers 認為茶在大不列顛變得受歡迎，是 因為它被視為藥用飲料，並在有精英男士們聚集的咖啡館中迅速出現。至於茶 在女性中的受歡迎程度，他簡要提到了布拉幹薩的凱瑟琳公主，也就是未來的 英格蘭皇后，是她使茶在貴族女性中流行起來，但主要歸因於它在 17 世紀醫學 論述中的無處不在。在《Empire of Tea: The Asian Leaf that Conquered the World》 中，Ellis、Coulton 和 Mauger 將茶的流行追溯到三個明確的群體：精湛技藝的 人、商人和精英女性貴族。他們認為將這三個群體的影響力結合，使得茶成為 英國的一種流行飲品。 

## 历史
Smith 在他的文章《Commonplace: Tea, Sugar, and Imperialism》中，與之前作家的信念有所不同。他認為只有在將糖加入飲料後，茶才變得受歡迎，並且這種組合與一種顯示尊重的家庭儀式聯繫在一起。Mintz 在《The Changing Roles of Food in the Story of Consumption》和《Sweetness and Power》中，在一定程度上與 Smith 的觀點一致，承認糖在茶的興起中發揮了重大作用，但他反駁了Smith茶以受人尊敬的這個觀點。儘管Smith主張茶首先在家庭中變得受歡迎，但Mintz稱茶是在工作日因其溫暖的甜味和提神的特性而被飲用，並詳細說明茶是在後 來進入家庭並成為社會結構的「不可或缺的部分」。 

### 17世紀及更早時期
歐洲與茶的連結可以追溯到16世紀中葉。茶首次出現在歐洲文學中是在1559年，由威尼斯探險家吉安巴蒂斯塔·拉穆西奧（Giambattista Ramusio）提及，他將茶稱為「Chai Catai」，即「中國茶」。此後，茶在歐洲各國的文獻中被多次提及，但荷蘭的航海家揚·雨果·范·林斯胡滕（Jan Hugo van Linschooten）是第一個於1598年在他的《Voyages and Travels》中，以英語提及茶的人。
然而，直到1615年，英國人才首次在書信中提到茶。駐扎在日本的東印度公司代理人R. Wickham在一封信中請教了當時在中國澳門的Eaton先生，並請他寄來「一壺最好的chaw」，寫作「chaw」是因讀音接近當地廣東方言中的茶「chàh」。另一位早期在信件中提到茶的人是商人塞繆爾·帕奇斯（Samuel Purchas），他於1625年的信中提到茶，描述了中國人如何飲用茶：「他們將一個核桃殼大小的一種名叫‘chia’的草藥粉末放入瓷製茶碗中，並加入熱水飲用。」在1637年，一位在中國福建發現茶葉的旅行家兼商人彼得·門迪（Peter Mundy）寫道：「chia - 只是在水中加入某種草本植物後煮沸。」

### 茶販售的起源
雖然茶在早期就已被多次提及，但真正在英國販售是在多年以後。1660年斯圖亞特王朝復辟前不久，中國出口的綠茶才首次被引入倫敦的咖啡廳。1657年，名為托馬斯•加威（Thomas Garway）的煙草商兼咖啡廳老闆，是第一位於倫敦Exchange Alley的咖啡館中，販售茶葉和茶飲的人。所以他不得不製作傳單向顧客解釋這種新飲料。在加威開始販售茶沒多久後，蘇丹頭咖啡館也開始將茶當作飲料販售，並於1658年9月30日在《墨丘利政治報》上刊登了有史以來第一則茶的報紙廣告。這份公告宣稱：「一種經醫師認可的美味中式飲品，中國人稱其為Tcha，其他國家稱其為Tay或Tee……在倫敦皇家交易所旁的蘇丹頭咖啡廳和Sweetings-Rents販售中。」
根據馬斯·拉吉（Thomas Rugge）的《Diurnall》所述，「在1659年的倫敦，咖啡、巧克力和一種叫做tee的飲料，幾乎在每條街道上都有販售。」然而，茶的主要客群仍然是來自於上層社會和商業階級的人們。對所有新奇事物都感到好奇的塞繆爾·皮普斯（Samuel Pepys），在1660年9月25日首次嚐了這種新飲料，並在日記中記錄了這個經歷，他寫道：「我點了一杯茶(一種中式飲品)，這是我以前從未品嚐過的飲品。」
東印度公司於1667年向位於班頓的茶葉代理商首次訂購進口茶葉，並於1669年寄出兩罐茶葉，總共重達143磅（2,290盎司）。在1672年，倫敦赫伯特男爵的僕人寄出泡茶步驟說明至施洛普郡，教授如何泡茶，以及如何加熱精緻的茶杯：
沖茶的步驟是：將一夸脫的泉水煮沸後，加入一匙茶葉，並根據口味加入果糖調味。加入茶葉和糖後，應盡可能保留蒸汽，讓其在火爐的熱度下放置15分鐘至半小時，但不要煮沸。在倒入茶之前，必須將小茶杯置於蒸汽上方。
最早用於沖茶的英國製茶具可追溯至1660年代。時髦人士會使用小巧的瓷製茶碗，有時這些茶碗還會隨著茶葉一同寄送。

### 茶成為藥用飲品
茶受歡迎的首要因素在於其作為藥用飲品的聲譽。茶首次被標榜為藥用飲品是在1641年，由一位荷蘭醫生兼荷蘭東印度公司董事的尼古拉斯·德爾克斯（Nikolas Dirx）以化名尼古拉斯·圖爾普（Nicolaes Tulp）的身份寫成的。在他的著作《Observationes Medicae》中，他宣稱「這種植物無與倫比」，使用它的人可以"免受一切病痛，並長命百歲"。德爾克斯詳細地講述了茶的具體優點，如治療「頭痛、感冒、眼疾、鼻塞、哮喘、胃脹氣以及腸道問題」。英國第一位讚美茶的店主托馬斯·加威（Thomas Garway），在1660年發表的一張標題為《茶葉的生長、品質和好處的確切描述》的宣傳單上，強烈讚譽了茶的醫療益處。加威宣稱：「這種飲料對人體是最有益的，能夠保持身體健康，並長命百歲」，同時還能「強健體魄」、「緩解頭痛」、「舒緩呼吸困難」、「增強記憶」，以及「預防感冒」。
針對茶對於健康益處的面相有很多的著作，包括1657年由塞繆爾·哈特利布 （Samuel Hartlib）所著，1678年由科爾內利斯·邦特科（Cornelis Bontekoe）所 著，1686年由托馬斯·波維（Thomas Povey）所著，以及1690年代由托馬斯·特賴恩（Thomas Tryon）所著的著作。當時的一位諷刺作家質疑皇家醫學院是否能夠保證任何異國的新熱飲是否適合我們英國人體質。1667年，皮普斯（Pepys）注意到他的妻子出於醫學建議而喝茶一種藥師皮爾林（Pelling）告訴她“對她的感冒和發炎有益的飲品”。英國哲學家約翰·洛克（John Locke） 在 1680 年代與荷蘭醫學家交流後對茶產生好感。[31] 這些人正是埃利斯（Ellis）、科爾頓（Coulton）和莫格（Mauger）口中的“菁英”：科學家、哲學家和醫生，他們是第一批對茶產生興趣的人，並促使其早期在藥學中的流行.然而，與迪爾克斯（Dirx）一樣，其中一部分人可能受到了渴望為茶創造市場的印度貿易公司和商人影響。儘管如此，有關認為茶對健康有益處的著 作促使該飲料在英國的普及。
一項2022年的研究發現，18世紀英國茶的飲用量的增加意外地降低了死亡率， 因為這使更多的人開始煮沸水，從而減少了水傳播疾病的危害。

### 深受貴族歡迎
由尼克拉斯·拉夫倫森（Niclas Lafrensen）繪製的《喝茶的女士》。據埃利斯、科爾頓和莫格所說，“在1660年代，茶比咖啡貴六到十倍”，使其成為昂貴且奢侈的商品。在有關茶對健康益處的作品大量涌現的期間，英國上層社會的人們正開始關注自己的健康，這進一步增強了其受歡迎程度。有關茶的健康益處的作品的大量涌現正值英國上層社會的人們開始關注自己的健康，這進一步增強了其受歡迎程度。在英國上層社會的人們正開始關注自己的健康時，有關茶對健康益處的作 品大量涌現，這進一步增強茶受歡迎的程度。
在1660年，英格蘭的查理二世收到來自英国東印度公司2磅（0.91 公斤）和2盎司（57 克）來自葡萄牙的茶。這種在歐洲已經普及的飲品是他新的葡萄牙新娘-布拉干薩的凱瑟琳的最愛。她在 1662 年和查理二世的婚禮期間，在朴茨茅斯的 Domus Dei 將其引入，並使其在貴族女士圈中流行起來並作為“健康”的 飲品。布拉干薩・凱瑟琳將茶視為宮廷飲料而非藥用飲料，使其在約 1685 年左右時受到文學界的追捧。無論何時在宮廷中飲用，都能夠“顯眼地”展示自己。
因此，到了 1680 年代，茶飲成為英國貴族社會的中心，特別是在女性拜訪他人時.布拉干薩・凱瑟琳的喝茶習慣使茶成為紳士和女士都能夠接受的飲品。 貴族女士希望在其他女士面前展示她們富有，也增加了對茶的需求並使其更受 歡迎。糖的加入也是茶在菁英群體中，變得令人嚮往的另一因素，因為它已在上層階級中得到認可的另類奢侈品。
儘管茶葉在 17 世紀後期在咖啡館裡更常見，但在18世紀初倫敦才開了第一家茶館。至今仍在倫敦Strand 216 號的Thomas Twining 茶館被認為是1706年開幕的第一家茶館；但有人覺得1717年才是第一家茶館的開幕日期。從英國最早談論茶葉到它後來變得很普遍，只差了一個世紀多。因為茶葉的供應量增加，使它更容易取得，*所以茶葉成為了英國的主要飲品。
截至 1766 年，從廣州出口到英國的茶葉達到 600 萬磅（約 270 萬公斤），而荷 蘭船上的出口為 4.5 萬磅，瑞典為 2.4 萬磅，法國為 2.1 萬磅。真正的“茶艦隊”應運而生。茶葉對大西洋世界來說尤其引人注目，不僅因為 它容易種植，不僅因為它容易種植，也容易*使用，還據稱有醫療的效益。

### 18世紀

#### 茶葉還在販賣
當茶首次引入英國時，東印度公司並未直接與中國進行貿易，而商人們是依賴 荷蘭的茶葉進口。由於這種茶又昂貴又難以獲得，一般市民對它的需求很少，除了那些負擔得起 並提出特殊訂單的精英階層。直到 1700 年之後，東印度公司才開始定期與中國進行貿易，並訂購用於出口的 茶葉，雖然數量不多。Smith強調，茶葉買賣其實是受到絲綢和紡織品貿易的附帶效應，因為當時 絲綢和紡織品是最受歡迎的中國商品。然而，1720 年時，議會禁止進口亞洲成品紡織品，於是貿易商開始將注意力轉 向茶葉。*這份關注被*認為是英國茶葉貿易的轉捩點，也有人認為這或許是茶葉比咖啡 更受歡迎的原因。
一旦東印度公司將茶葉視為其主要進口商品，茶葉很快便達到價格穩定。相反地，咖啡的價格還是不穩定也比較高，所以咖啡在變更容易取得之前， 茶葉就越來越受歡迎。此外，隨著印度茶產業的發展，供應量的增加很輕易滿足對茶和糖不斷增長的 需求，這也防止了急劇的價格上漲，以免人們不願購買。
由於使用茶碗，飲茶促使對中國瓷器的歐洲仿製的尋求。在英國，首次成功生 產這種仿製品的是切爾西瓷器工廠，該工廠成立於約 1743-1745 年，並迅速被 模仿。 由於茶碗的使用，飲茶促使*人們尋找歐洲仿製的中國瓷器，*然而英國首次成 功生產這種仿製品並馬上被模仿的工廠是，*大約在 1743-1745 年成立的 Chelsea 瓷器工廠。到了 1770 年代，所有來自外國的茶葉都會先由倫敦的批發商或商人進口和購 買，然後再由他們進行出口。然而，將茶葉進口到英國的關稅非常高，這導致大量的茶葉被走私到歐洲，也變成茶葉貿易的一個重要*層面。歷史學家發現，在 1784 年之前的英國茶葉貿易中，估計每年走私的茶葉數量約 為 750 萬磅（約 340 萬公斤），雖然有人認為這個數量在 400 萬至 600 萬磅（約 180 萬至 270 萬公斤）之間。
面對如此高程度的走私和非法稅收收入，英國議會於 1784 年制定了《折讓 法》，將茶葉稅率從 119%削減至 12.5%，有效終結了走私行為。由此產生的茶葉價格降低使更多人口能夠購買，進而將其使用擴展到各個社會階層。在 18 世紀末，Charleston 茶園的擁有者將中國的茶樹運到南卡羅來納州的 Charleston 農場，意圖生產多種茶葉，包括綠茶、紅茶和烏龍茶。這一成功的策 略使其在英國市場實現了顯著的銷售。

### 牛奶和糖的引進
一套新式的英式茶具，通常包含一個茶壺，並搭配一個糖罐和一個牛奶壺。儘管茶在 18 世紀初期已逐漸受到歡迎，但當英國人在 1685 年至 18 世紀早期開 始將糖加入他們的茶中時，這個舉動更進一步提升了茶的受歡迎程度。在這時候，上層階級已經開始用糖來提升其它食物的風味，與此同時，糖也擁 有一種奢華炫耀的名聲。因為茶和糖都有社會地位的象徵，一同飲用它們也是合乎情理的。在 18世紀，茶葉和糖的進口增長呈現相似的趨勢，而糖的需求增加主要是由於美國的甘蔗種植園的發展。然而，自 17 世紀末以來，英國的上層階級比以往更加注重健康，關於糖不健康 的文獻開始流傳起來。然而，將糖加入茶中被視為攝取糖分的可接受方式，因為這顯示食用者「具有 以健康的方式攝取糖的自控能力」。糖不僅掩蓋了茶的苦澀味，還使其更加令人渴望品嚐；隨著 18 世紀初茶葉和糖 供應的增長，這兩者的結合變得更加普及，增加了兩者的受歡迎程度和需求。在 1720 年代，糖和牛奶更普遍地被加入茶中，這種做法起源於中國以外的地方，這也讓紅茶超越綠茶成為更受歡迎的選擇在中產階級中普及當流行的英國愛國民謠《古老英格蘭的烤牛肉》於 1731 年問世時，這首歌將 茶（以及咖啡）描繪成外來且非英式的飲品，同時指出在伊莉莎白一世時期， 茶是極為罕見的。因為茶葉最初在英國是屬於上層階級的奢侈品，所以在 18 世紀，茶葉被視為 高檔貨；然而，隨著價格逐漸下降，中層階級的人也能夠更容易的去獲得茶葉。因此，喝茶漸漸成為上升中的中產階級尊貴的象徵。在喝茶時，人們應該具備特定的禮儀，並以特定的方式行事。很快地，只要有足夠的財力，喝茶也成為了家庭、同事和朋友間的日常儀式， 這也增加了茶的需求。在英國和愛爾蘭文化中，茶被視為尊貴象徵的形象已經深入人心，達到一個無 法被替代的地位。這些群體中的品茶行為很快被視為愛國的象徵。由於東印度公司在英國茶葉方面的壟斷，茶相對於咖啡、巧克力和酒更受歡 迎。茶被視為英國本土的獨有特色，而且，由於英國政府透過對茶葉的徵稅獲得收 入，因此英國政府也積極鼓勵人民去喝茶。與咖啡和巧克力不同，它們來自英國在世界各地的競爭對手的殖民地，茶葉則 是在一個龐大的殖民地中生產，成為了謀取利潤和擴張殖民勢力的手段。西敏斯甚至進一步主張，在英國殖民地實行儀式化和增加茶葉生產量是茶成為 英國獨有特色的原因。隨著 18 世紀的推移，英國持續大量進口茶葉，茶從英國上層社會的象徵性消費，逐漸演變成英國飲食中的不可或缺之物，甚至在貧困的勞動階層中也變得普及。
在 18 世紀，社會改革者約翰·漢威在 1767 年觀察到貧困階層普遍飲茶。他描述了在某條巷子內經常能看到乞丐喝著茶，也能看到修理道路的勞工喝著 茶以及在乾草工人茶杯裡的茶。僅僅在茶首次作為貴族飲品出現在英國社會的兩個世紀後，茶已經變得如此普 及和容易取得，以至於社會階層最底層的人也將其視為首選的飲品。在這時期，茶開始在社會各階層中普及起來。費爾南·布勞岱爾曾問：“在英格蘭，新飲品是否真的取代了琴酒呢？” 

### 十九世紀 被勞工階級飲用
到了 19 世紀，茶已經傳入了勞工階級，而且那些勞工很快地就將茶視為日 常生活的必需品。此外，糖在這個時期也變得極為便宜，而且茶和糖這兩樣東西幾乎會搭在 一起飲用。雖然咖啡的價格在這個時期已經下降，但茶仍是首選的飲品。因為茶與咖啡不一樣，茶沖淡時仍然很好喝，這通常是窮苦人家為了省錢而飲用的方式。茶還有其他吸引之處。喝一杯熱騰騰、甜甜的茶有助於下層階級更容易把他們的食物吃下去，因 為他們的餐點通常會包含乾麵包和起司。考慮到英國寒冷潮濕的氣候，這種熱飲特別吸引人。此外，茶有助於緩解工業城市化所帶來的一些後果。因為喝茶需要將水煮沸，如此一來就可以殺滅像痢疾、霍亂和傷寒這樣的水媒傳染病。然而，下層階級喝茶的方式與上層階級所採用的儀式化禮節截然不同。根據明茲（Mintz）的說法，「下級階層喝茶可能是從工作開始的，而不是 從家裡的。」日工在外面泡茶，並帶著他們的茶具去工作，這與先前環繞在周遭飲茶的 私人、家庭儀式形成鮮明對比。下午茶可能成為增加勞工工作時間的一種方式；茶中的興奮劑是糖和點心 帶來的熱量增加，它們可以為工人提供足夠的能量來完成一天的工作。 *增詞法 Cultivation in India 在印度的種植。茶的流行引起了 1840 年開始從中國偷偷出口茶樹嫩枝（一種用於種植的 小芽或用於嫁接茶樹的細枝）到英屬印度的行為，並在那裡進行商業種植。在 1872 年至 1884 年期間，隨著鐵路向東擴展，茶葉的供應增加到了大英帝國。然而，需求不成比例，導致價格上漲。 然而，從 1884 年開始，製茶技術的創新導致茶葉價格下降，並在 20 世紀 上半葉保持相對較低的價格。不久之後，倫敦成為國際茶葉貿易的中心。隨著大量的茶葉進口，對瓷器的需求也大幅增加。隨著茶的流行，對茶杯、茶壺和茶碟的需求也大幅增加。
2003年，數據監控器（DataMonitor）報告指出，英國的日常飲茶習慣逐漸遞減。1997年至 2002年間，不只是英國的一般茶包，甚至研磨咖啡的銷售額皆減少10.25%，另一方面，像是水 果茶或草本茶（花茶）這種較為健康的飲品逐漸成為英國人的新寵兒，它們的銷售額則增長了 50%。
與此同時，數據更顯示了意想不到的結果，無咖啡因茶及咖啡的銷售額比起市面常見的相似飲 品更快下滑，但濃縮咖啡的購買量卻節節走高。話雖如此，茶的人氣絲毫不減，仍在英國文化 以及社會中占有一席之地。

### 泡茶
在英國，即便是半正式的場合也會使用茶杯及茶碟而非馬克杯。正統的英國茶儀式會遵循著以下步驟完成（除非另有註明，否則由主人當場進行所有流程）：
1.用茶壺將乾淨的水煮沸。 
2.在茶壺中旋轉足夠的沸水使茶壺升溫，然後將水倒掉。
3.將茶葉（通常是紅茶）於茶壺中鬆開，也可將茶包或浸茶器放入茶壺。
4.將熱水倒超過茶葉、浸茶器或是茶包，並使其浸泡兩至五分鐘。
5.若使用散茶，將泡好的茶使用濾茶器過濾後倒入茶杯。當茶達到合適的濃度時，即可拿起浸 茶器或是茶包，而茶壺上方可放置保溫套保溫。
6.可依序加入白糖及牛奶（通常由客人添加），但有時牛奶會於茶之前倒入杯中。

茶壺會裝足夠的茶，以便在為所有客人倒完茶後仍有剩餘，這時，保溫套應於客人杯子都被填 滿後置於茶壺上方。而熱水會以另一茶壺的形式提供於補充茶壺，不用於添加個人茶杯。

### 牛奶和茶
「先倒茶再加入牛奶攪拌，便可精確掌控牛奶的量，以免加的過多或過少。」- 喬治•歐威爾 （George Orwell）在「一杯好茶」論文中提到的泡茶十一原則之一，並於1946年1月12日登上倫 敦旗幟晚報。從至少二十世紀中葉開始，牛奶和茶倒入杯中的先後順序就一直是個有爭議的話題。喬治•歐威 爾（George Orwell）在1946年發表的「一杯好茶」論文中寫道：「茶是這個國家文明的支柱之 一，關於它該如何製成掀起了熱烈的討論。」應該先倒茶再加牛奶還是倒過來做的民意分歧， 如同歐威爾所說：「的確，在每個英國家庭中，這件事至少分為兩派不同觀點。」另一方面，這場辯論中有人宣稱在不同時間點加入牛奶會改變茶的風味（可參照ISO 3103或英國 皇家化學會的《如何沖一杯好茶》）。有些研究表示，在倒茶後添加牛奶時，高於75度（攝氏 167度)的熱牛奶會使牛奶中的乳清蛋白及乳球蛋白變質，而有些則認為茶的沖泡時間更為重 要。

除了風味的考量，以歷史角度來看，這些步驟的先後順序也被認為是判斷社會階級的標竿。只 有那些足夠富裕，能夠負擔的起高品質瓷器的人有自信將未被牛奶稀釋的沸水倒入瓷器中泡 茶。（早期，遵循倒茶後加入牛奶此一特定順序和一個人的財富有極大關連。只有富裕的人能 買得起高品質的瓷器，而這些瓷器能負荷滾燙的熱水 （尤其是不含任何雜質的純水） 而不損毀 或破裂。） 

這場討論更進一步指出加入牛奶的時間點會影響茶達到適飲溫度所需的時間。先加入牛奶雖然 會讓初始溫度往下降，並在擴大體積（稍微增加茶散熱的表面積）的同時使冷卻曲線變得緩和 以及冷卻速度變慢，但一項研究指出，先加入牛奶可以讓茶以超出這些效應的比例保持熱度， 因熱茶受到牛奶物理性質的影響，造成其冷卻的主要機制為蒸發損失而非傳導或輻射，該研究 進而得出結論，牛奶的脂質會阻礙水分快速蒸發，使得先加入牛奶可以達到較長的保溫效果。

## 飲茶禮儀
英國人除了對於何時加入牛奶有些見解外，他們對於如何正確使用茶杯和茶碟喝茶也有自我的 一套看法。回顧1770和1780年代，用茶碟喝茶是種潮流，當時的茶碟類似中國碗的前身，底部 都比現今設計的更深。

如果坐在餐桌，正確的飲茶方式是只舉起茶杯，並在每次啜飲後放回茶碟；若為站立或坐在沒 有桌子的椅子上飲茶時，應該以非慣用手持茶碟，慣用手則持茶杯。不使用時，茶杯應放回茶碟，並置於膝蓋上或腰部高度之處。不論身處何種場合，都不應該將 茶杯舉起或在空中甩動，而手指應向內彎曲才是正確飲茶之道，與美國普遍認知「手指不應伸 出杯把外」截然不同。

## 茶館
茶館的誕生應歸咎於勞工階級的飲酒問題，而以茶作為酒精替代品的禁酒運動則是回應此社會 風氣的其中一個解決之道。從1830年代開始，許多新的咖啡店陸續開張，並取代酒吧及旅館成 為社交場所。在1942年的倫敦萊昂斯角屋（Lyon's Corner House），一位穿著尼皮制服(尼皮是當時此店家特 有的女僕制服，會戴著配套的帽子)的女服務生將蛋糕送到一桌正在享受下午茶的客人面前。1864年，充氣麵包公司（Aerated Bread Company）開設第一家日後被稱作A.B.C.的茶館，此靈 感主要來自ABC的一位倫敦女經理，她曾向各階層的顧客免費供應茶和點心，後來得到在店內 開設商業公共茶室的許可。到了1923年，A.B.C.茶館已擁有250家分店，僅次於J. Lyons and Co.。萊昂斯角屋始於1894年，並迅速成為茶室界的領導品牌，他們的女服務生以工作的迅速聞 名，因而被稱為「尼皮」。

1878年，凱瑟琳•克蘭斯頓（Catherine Cranston）在格拉斯哥首創日後成為連鎖品牌的克蘭斯頓 小姐茶館，精緻優雅的裝潢首次提供富裕女性們在無男性相伴的情況下進行社交的場所。克林 斯頓的茶館廣受好評，很快，她成為了查爾斯•倫尼•麥金托什（Charles Rennie Mackintosh）的 贊助者，並邀請一些前程似錦的建築設計師成為合作夥伴。外觀極具現代感、內部充滿趣味風 格的柳茶室（已於2014年進行全面整修，於2018年7月重新開放）便是出自查爾斯之手，而相似 風格的建築也因此在蘇格蘭變得非常受歡迎。

在維多利亞時代，茶館是相當重要的場所，女性不用隨身攜帶侍衛，而在享用佳餚的同時她們 也不會聲譽受損。羅傑•富爾福德（Roger Fulford）認為，茶室這種中性的場所有助於女性宣揚 獨立自主以及爭取投票權；保羅•克莉絲朵（Paul Chrystal）則將茶館描述成「時尚流行、極受 女性喜愛，提供她們可以聚會、用餐、策畫政治活動並同時保有尊嚴和安全的場所。」

倫敦飯店內的茶室有著悠久的傳統，像是布朗酒店（Brown's Hotel）已供應茶點長達170年。自 1880年代以來，英國和美國的高級酒店皆設有茶館和茶庭，而下午茶舞會也隨著1910年舞蹈熱 潮席捲兩國開始舉辦。

在英國 1950 年代，各式各樣的茶館漫山遍野，然而在往後數十年，茶室沒落，取而代之的是 逐漸盛行的咖啡廳。儘管如此，能享用下午茶、鹹味小點（三明治）和精緻糕點的地方仍數不 勝數。在英國西南部地區較流行名為「英式奶油茶點（直譯為奶油茶）」的下午茶，其主要特 色為抹著果醬及凝脂奶油的司康；而另一種則為「英式下午茶」，此以享用熱的鹹食作為一天 中相對較早的最後一餐。然而，下午茶也隨著地區不同而有所差異，例如，蘇格蘭人喝茶時通 常會伴隨司康、鬆餅、英式小圓餅，或是其他糕點類一起享用。

## 茶歇
根據英國法律，勞工有權在六小時的輪班中至少休息二十分鐘，而政府的指導方針將其描述為 「茶歇或午休」。早上的茶歇時間（稱作「上午茶」）通常會於11點左右進行，在英國，一杯濃奶茶（英式英語口語術語，名字來自於勞工休息時常喝的廉價茶，其中會加入牛奶或糖攪 拌）是工作日中小憩片刻的常見飲品。

## 茶餐
茶不僅是飲料，同時也涵蓋著輕食之意。大約於 1840 年，貝德福德公爵夫人——安娜·瑪麗亞首創下午茶文化，並將蛋糕或輕食的概念帶進茶館。在英國西南部，英式奶油茶點是一道別有風 味的茶點，享用者會在喝茶的同時品嘗司康、凝脂奶油，以及果醬。依照當代英國人的習慣， 下午茶通常代表一個特殊的場合，像是在飯店餐廳中享用鹹味小點（三明治）以及香甜可口的 精緻糕點。 Tea as a break 茶歇 Tea as a meal 茶餐 A cream tea underway at Bourton-onthe-Water, 1990. 人們正在水上波頓村莊享用奶油茶, 攝於1990年。
維多利亞女王因喜歡邊喝下午茶邊吃海綿蛋糕而變得眾所周知，在1843年阿爾弗雷德·伯德發明 泡打粉後（讓蛋糕中的海綿變得更加蓬鬆），以女王名字命名的愛國蛋糕從此而生，故海綿蛋 糕又名「維多利亞蛋糕」。茶會是一種在私人住宅中一起享用茶點的社交場合。茶或下午茶可以代表一頓鹹的、熱的、較早的晚餐，此用法在英國的勞工階級以及北英格蘭、 威爾斯、蘇格蘭和北愛爾蘭相當常見。宏觀全球，愛爾蘭和澳洲也使用了相同作法。

## 茶卡
在英國的19世纪40—80年代，以袋裝銷售的各種散茶皆含有茶卡。這些塗有插畫的茶卡與香菸卡 （捲菸製造商為美化捲菸包裝、宣傳捲菸品牌而發行的交易卡）的大小大致相同，主要供兒童 收集所用。其中，最著名的是大夫茶卡和布魯克邦德卡，而布魯克邦德公司還為收藏家提供蒐集冊保存卡片，此公司旗下品牌「布魯克邦德特分紅茶 (Brooke Bond Dividend D)」的茶卡還給 予消費者現金折扣的福利。茶卡的插圖很多都由包括查爾斯•圖尼克利夫（Charles Tunnicliffe）在內的著名藝術家繪製而 成，許多卡片現已成為價值連城的收藏品。